# Ágasegyháza
Ágasegyháza är en ort i Ungern.   Den ligger i provinsen Bács-Kiskun, i den centrala delen av landet, 80 km söder om huvudstaden Budapest. Ágasegyháza ligger 105 meter över havet och antalet invånare är 1 898.
Terrängen runt Ágasegyháza är mycket platt. Runt Ágasegyháza är det ganska glesbefolkat, med 24 invånare per kvadratkilometer. Närmaste större samhälle är Kecskemét, 19,6 km öster om Ágasegyháza. Trakten runt Ágasegyháza består till största delen av jordbruksmark.